# Bestiariusz z Aberdeen

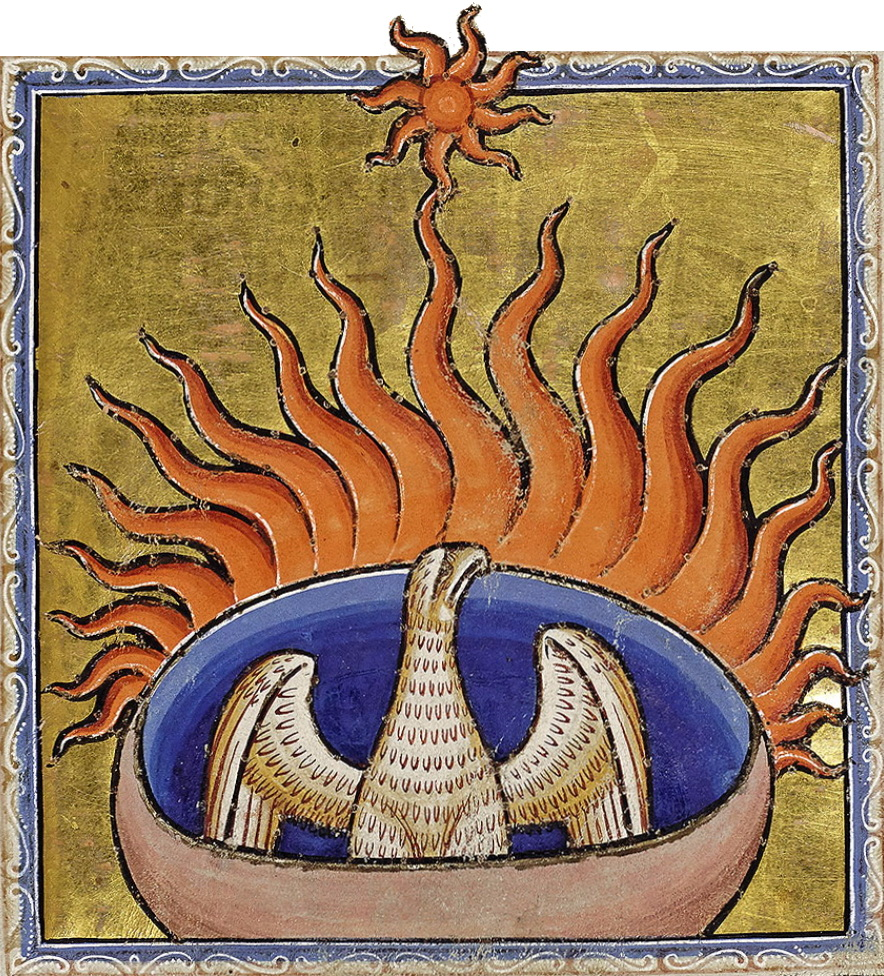
Karta 59, z wizerunkiem feniksa

Bestiariusz z Aberdeen – bogato iluminowany średniowieczny bestiariusz, wykonany w Anglii około 1200 roku. Znajduje się w zbiorach biblioteki University of Aberdeen (sygnatura Univ Lib. MS 24).
Za sprawą bogato nasyconych kolorami miniatur manuskrypt stanowi jeden z najbardziej znanych bestiariuszy średniowiecza. Miniatury utrzymane są w stylu romańskim, umieszczone w złotych ramkach, w warstwie kolorystycznej przeważa czerwień i błękit. Księga rozpoczyna się scenami stworzenia świata, zakończonymi nadaniem przez Adama imion zwierzętom. Ilustracjom poszczególnych zwierząt towarzyszą opisy, których treść została skompilowana na podstawie Fizjologa, Etymologii Izydora z Sewilli, Aviarium Hugh z Fouilloy, Hexameronu Ambrożego z Mediolanu i Liber Memorabilium Solinusa. Manuskrypt pozostał częściowo niewykończony, ostatnie jego karty zapisano dopiero w XIV wieku.
Pierwotne dzieje manuskryptu są nieznane. Nieznany jest jego twórca, miejsce powstania i przechowywania. Miniatury wykazują znaczne podobieństwo do Bestiariusza Ashmole’a, co świadczy o tym, iż obydwie księgi wyszły prawdopodobnie z tego samego skryptorium. Po raz pierwszy bestiariusz wspomniany został w 1542 roku, gdy po sekularyzacji klasztorów znalazł się w kolekcji królewskiej Henryka VIII pod numerem 518.  Na początku XVII wieku księga znalazła się w rękach Thomasa Reida, sekretarza Jakuba I, który podarował ją Marischal College w Aberdeen. Po fuzji Marischal College z University of Aberdeen w 1860 roku bestiariusz trafił do biblioteki uniwersyteckiej.

## Galeria

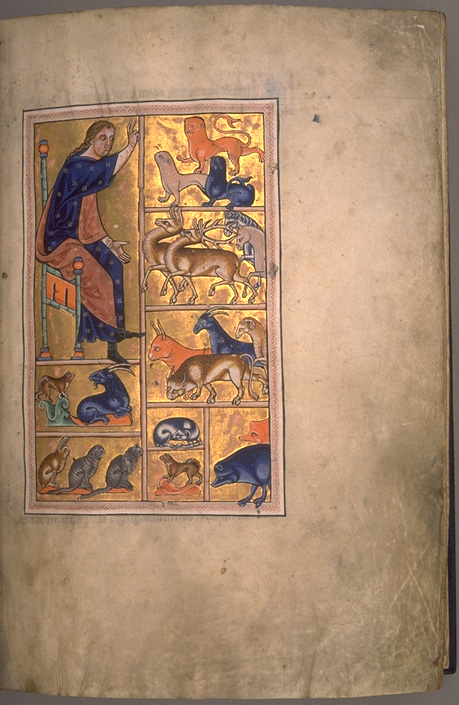
Adam nadaje imiona zwierzętom
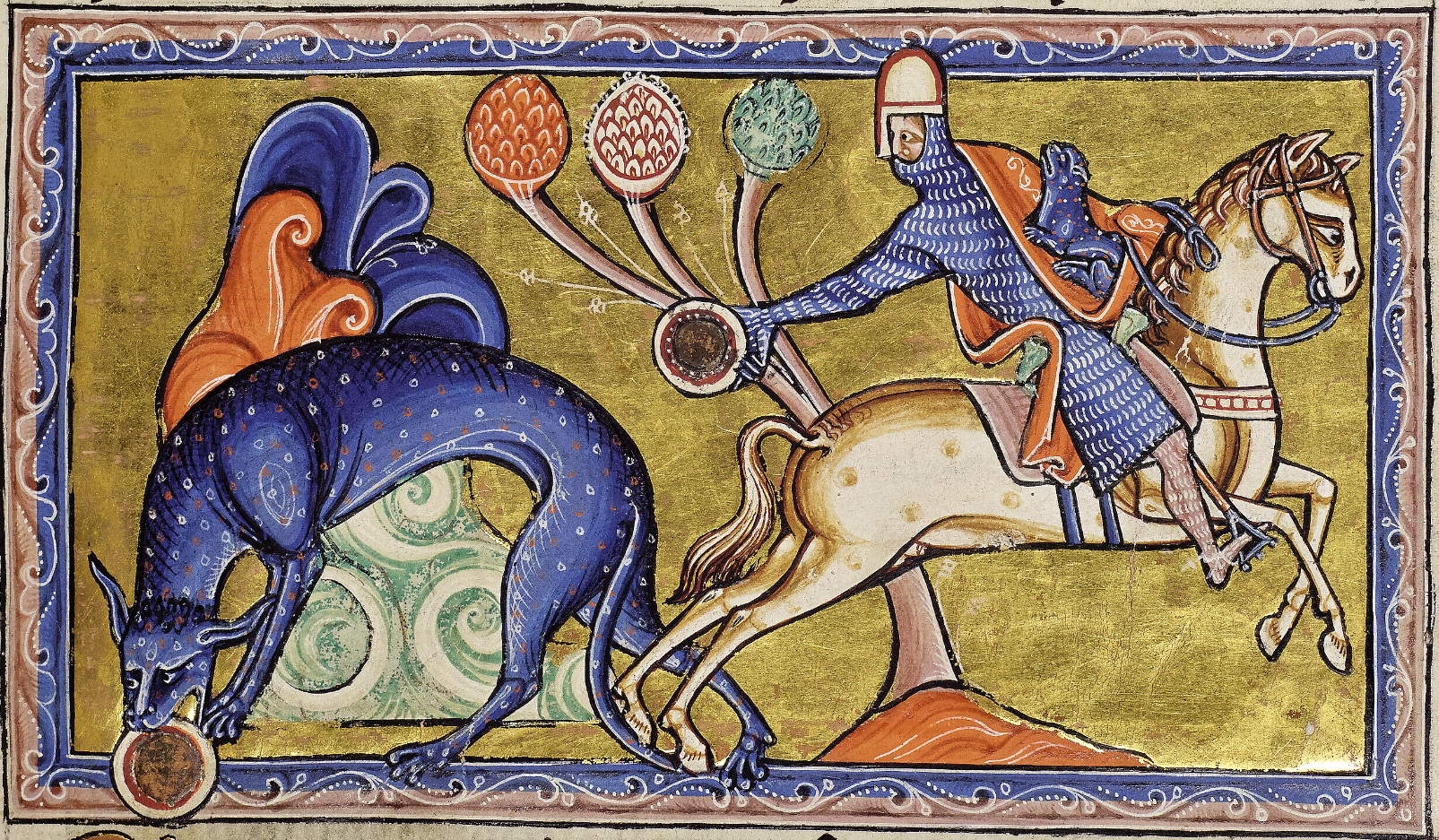
Tygrys
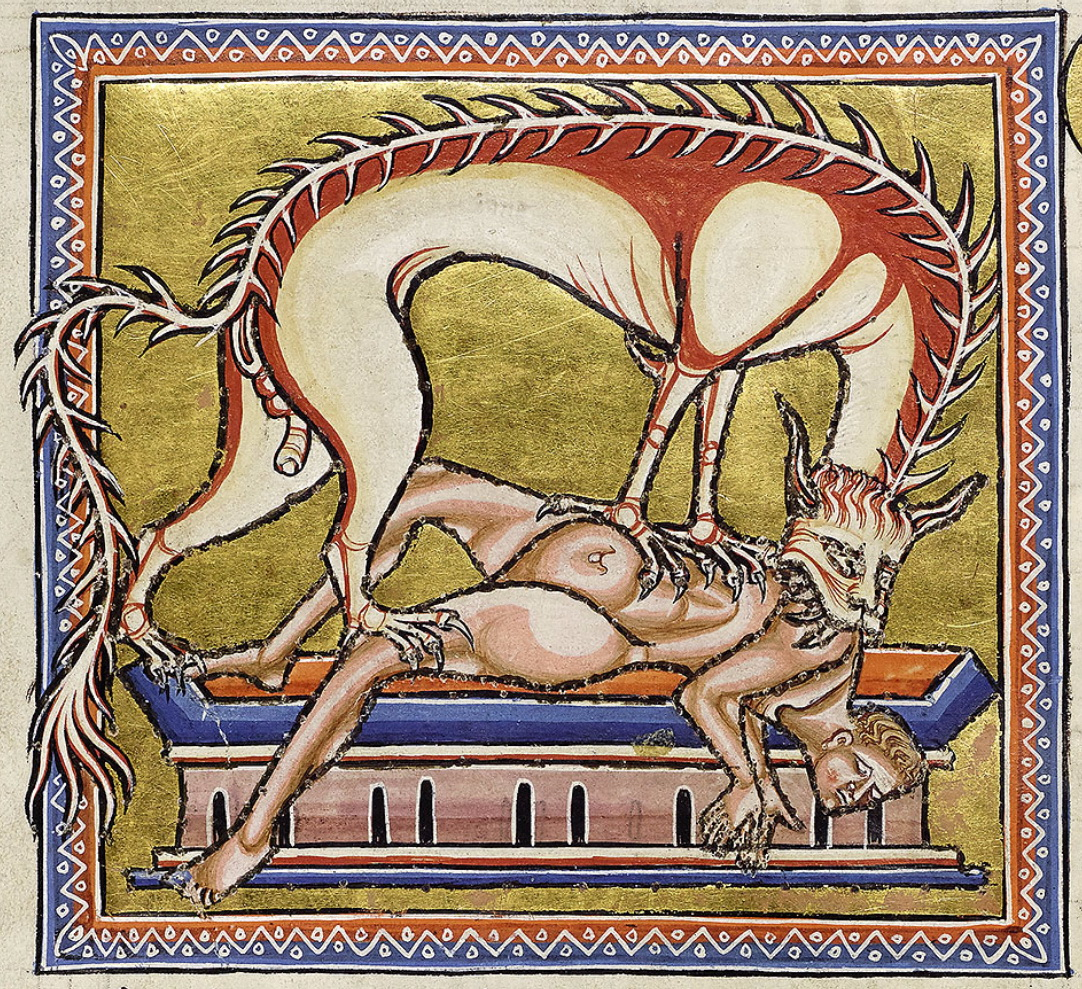
Hiena
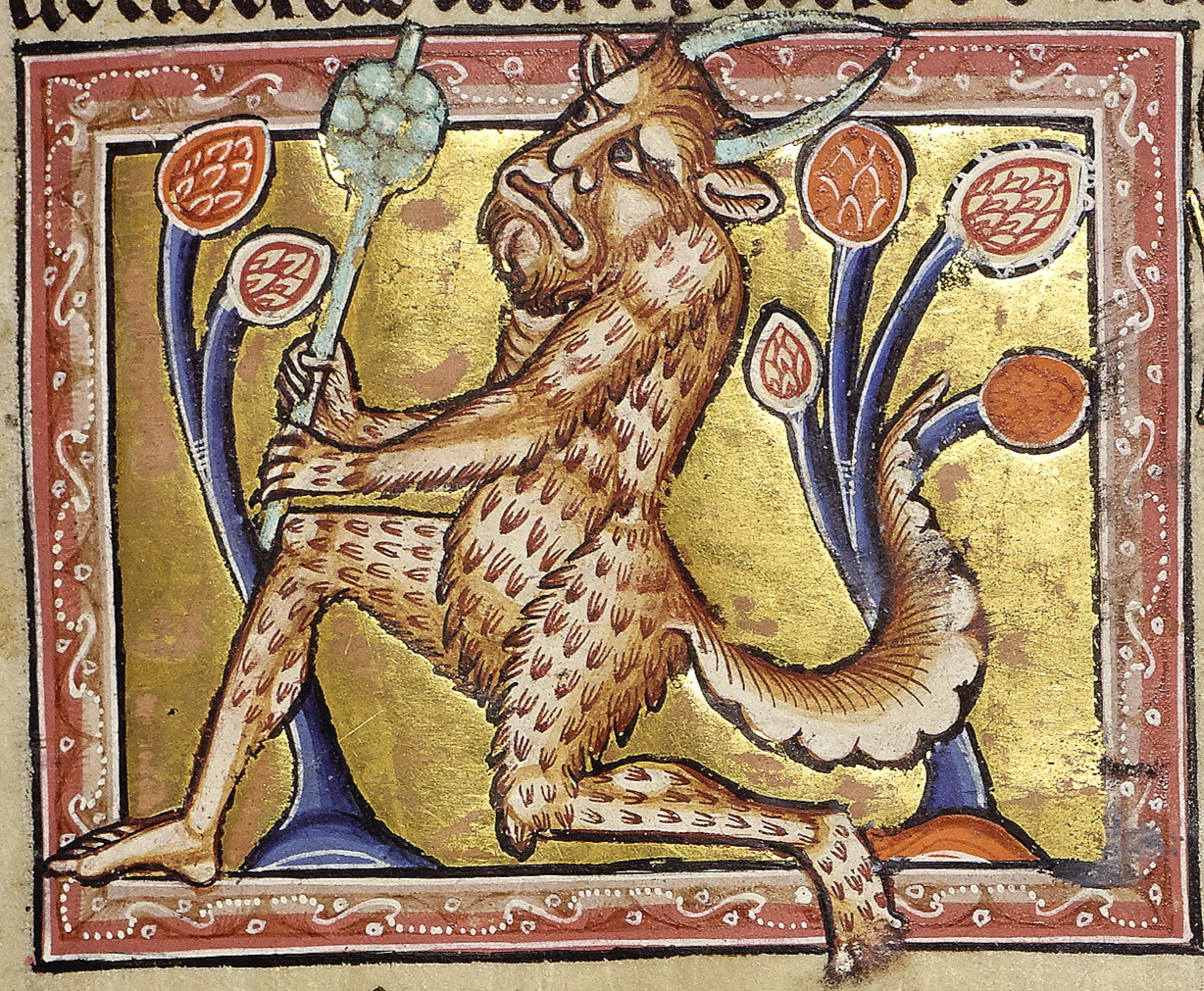
Satyr
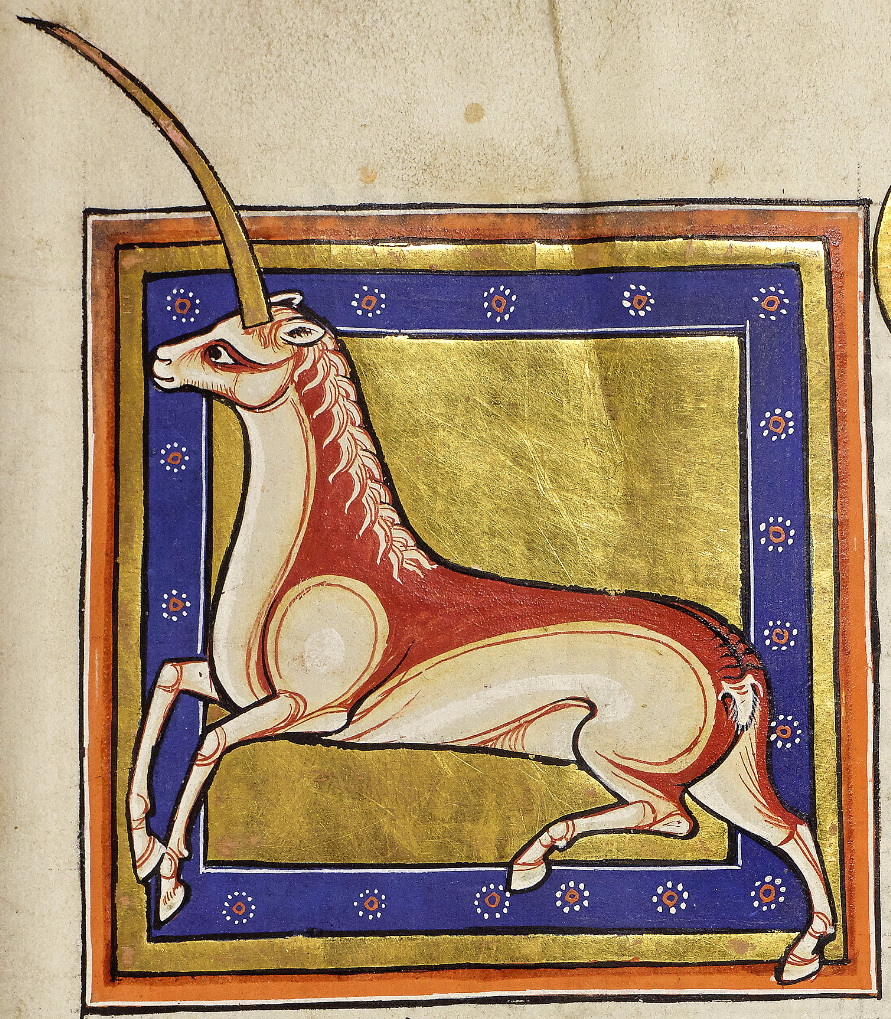
Jednorożec
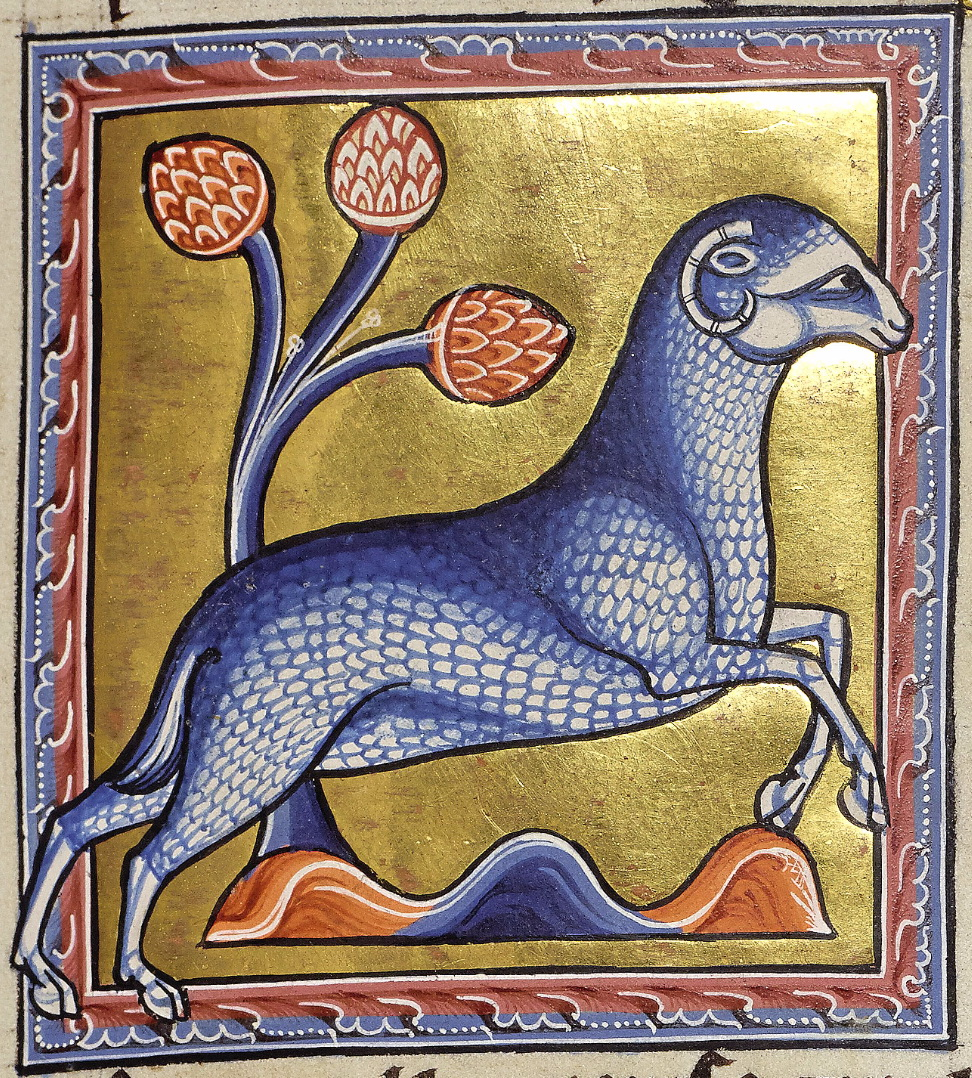
Baran
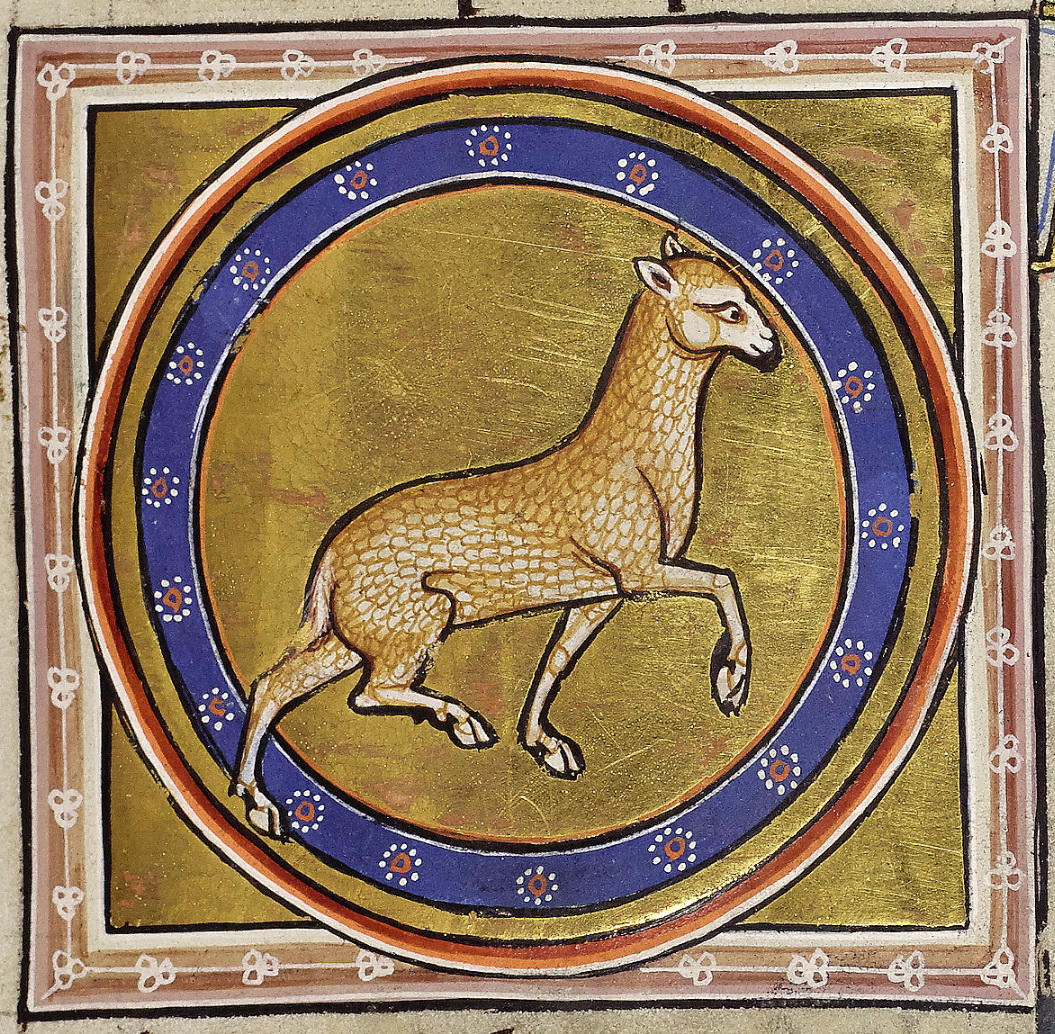
Jagnię
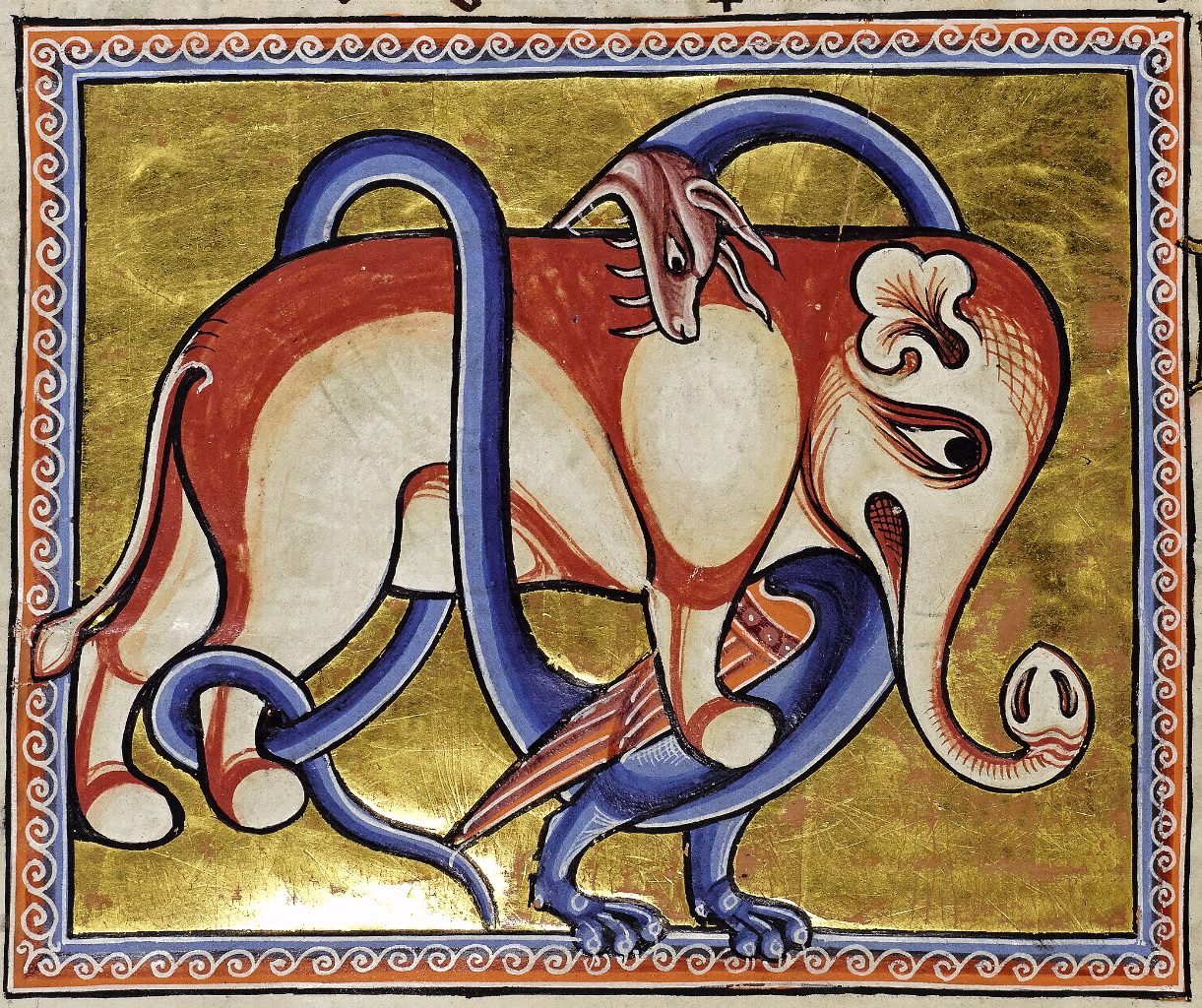
Smok
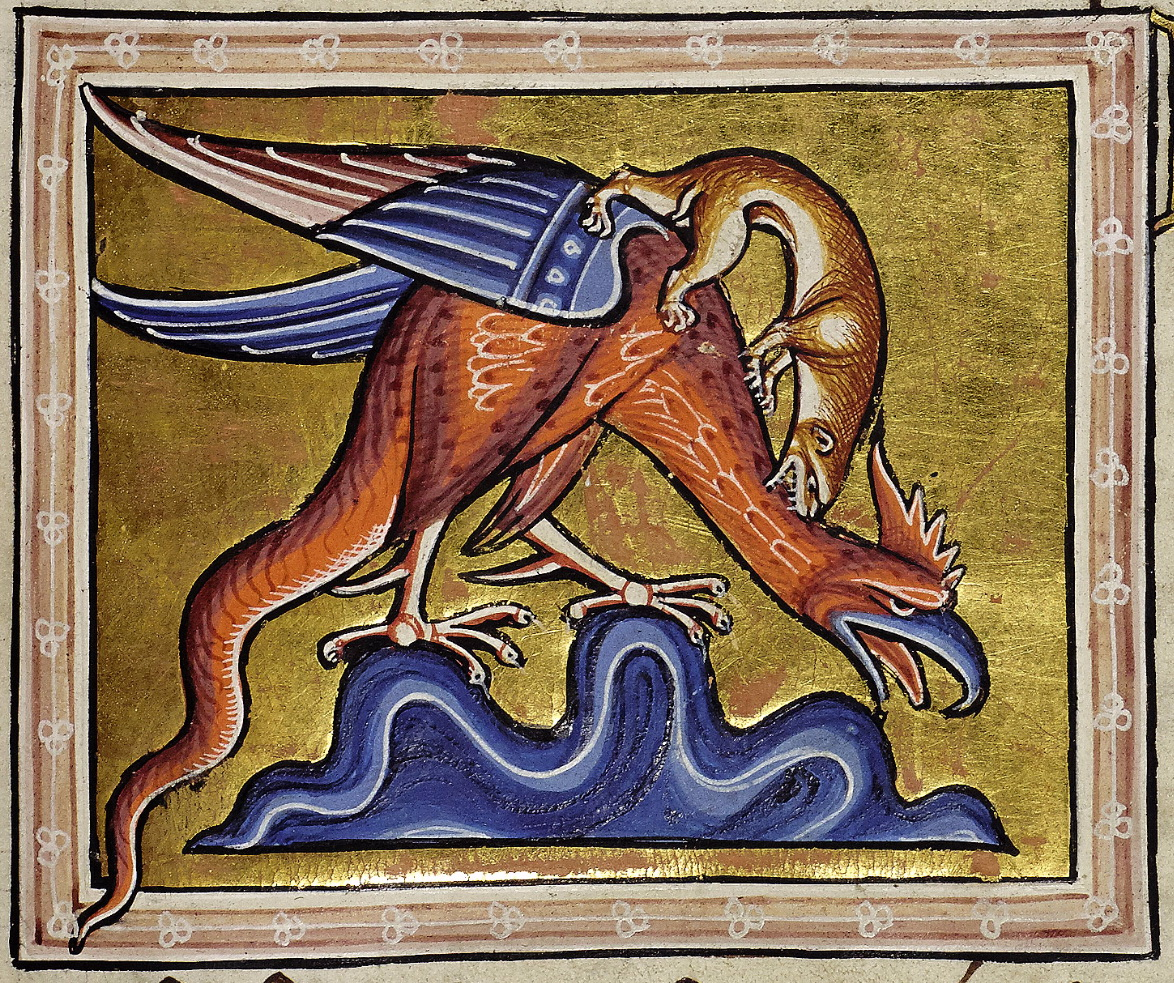
Bazyliszek